# Katherine Kennicott Davis
Katherine Kennicott Davis (25 de junio de 1892 - 20 de abril de 1980) fue una compositora, pianista, arreglista y profesora estadounidense, cuya composición más conocida es la canción navideña "Carol of the Drum", más tarde conocida como " The Little Drummer Boy ". 

## Vida y carrera
Davis nació en St. Joseph, Missouri, el 25 de junio de 1892. Compuso su primera pieza musical, "Shadow March", a la edad de 15 años. Se graduó de St. Joseph High School en 1910 y estudió música en Wellesley College en Massachusetts. En 1914 ganó el premio Billings de la universidad. Después de graduarse, continuó en Wellesley como asistente en el Departamento de Música, enseñando teoría musical y piano. Al mismo tiempo estudió en el Conservatorio de Música de Nueva Inglaterra en Boston. Davis también estudió con Nadia Boulanger en París. Enseñó música en la Concord Academy en Concord, Massachusetts, y en la Shady Hill School for Girls en Filadelfia.
Se convirtió en miembro de ASCAP en 1941. y recibió un doctorado honoris causa de la Universidad de Stetson, en DeLand, Florida. Katherine K. Davis continuó escribiendo música hasta que enfermó en el invierno de 1979-1980. Murió el 20 de abril de 1980, a la edad de 87 años, en Littleton, Massachusetts. Dejó todas las regalías y ganancias de sus composiciones, que incluyen óperas, coros, operetas infantiles, cantatas, piezas para piano y órgano, y canciones, al Departamento de Música de Wellesley College. Estos fondos se utilizan para apoyar a los estudiantes que estudian rendimiento.
Escribió más de 600 canciones, muchas de ellas específicamente para los coros de su escuela. Participó activamente en The Concord Series, una colección de varios volúmenes de música y libros educativos. Junto con Archibald T. Davison, Davis recopiló, organizó y editó muchos de los volúmenes musicales, que fueron publicados por E.C. Schirmer de Boston.
Escribió " The Little Drummer Boy " (originalmente titulado "The Carol of the Drum"), en 1941. Se hizo famoso cuando fue grabado por la Harry Simeone Chorale en 1958: la grabación llegó a lo más alto de las listas de Billboard y Simeone insistió en la regalía de un escritor por su arreglo de la canción.
Otro himno famoso de Katherine Davis es el himno de Acción de Gracias "Let All Things Now Living", que utiliza la melodía de la canción popular tradicional galesa The Ash Grove.

## Composiciones musicales
- Children of Bethlehem, cantata navideña para voces infantiles, 1973, Broadman Press
- The Drummer, obra navideña con música para solistas, coro mixto (SATB), órgano o piano y campanillas, 1966, Mills Music
- This is Noel, cantata de villancicos para voz SATB, solos de SB, oboe opcional, piano u órgano, 1935, Remick Music
- El empresario antimusical, comedia musical en un acto, 1956, G. Schirmer
- ¿Quién es Jesús?, Cantata de Pascua para voces infantiles, 1974, Broadman Press

- Sed amables los unos con los otros (Efesios 4: 32, 31), 1948, Galaxy Music
- Bendice al Señor, oh alma mía (Salmo 103), 1952, Galaxy Music
- Querido Señor y Padre, RD Row/ Carl Fischer
- Cuán hermosas son tus moradas (Salmo 84) : 1–3), 1952, Música galáctica
- Resurrección de Lázaro (Juan XI: 1,3,4,17,41,42,43,44,25), 1957, Carl Fischer
- Oirás nuestra oración, RD Row/Carl Fischer
- Tesoro en el cielo, RD Row/Carl Fisher
- Confía en el Señor (Proverbios 3: 5–6), 1946, Galaxy Music

### La serie de la concordia
- Los libros de piano de Concord, 4 volúmenes, 1925–1927, núms. 600–602, 604
- Cenicienta, una opereta de melodía popular en tres actos sin diálogo hablado, 1933, No. 616
- Songs of freedom, para cantar al unísono y en parte (con Archibald T. Davison y Frederic W. Kempf ), 1942, No. 621

- Bois épais (aria de Amadis de Jean-Baptiste Lully ), voz y piano, 1956, Galaxy Music
- Coros (con Channing Lefebre) en Para nosotros ha nacido un niño (Uns ist ein Kind geboren) ( Johann Kuhnau, attr. JS Bach), cantata para voces SSA, solo SA y teclado, 1951, Galaxy Music
- God is Life (Gott lebet noch de JS Bach ), voz y piano u órgano, 1955, Galaxy Music
- Las ovejas pueden pastar con seguridad (JS Bach), voces mixtas y piano, 1942, Galliard/Galaxy Music